# Heydon (Norfolk)
Heydon è un villaggio e parrocchia civile dell'Inghilterra, appartenente alla contea del Norfolk.